# Вонг, Джошуа
Джошуа Вонг Чи-Фун, в западных изданиях чаще сокращённо Джошуа Вонг (иер. трад. 黃之鋒, ютпхин: Wong4 Zi1fung1, кант.-рус.: Вон Чифун, англ. Joshua Wong Chi-fung; родился 13 октября 1996 года в Гонконге) — гонконгский активист студенческого движения, лидер «Революции зонтиков» в Гонконге 13 октября 2014 года, генеральный секретарь основанной в 2016 году левоцентристской партии «Демосисто».
Изначально был организатором и основателем студенческой группы активистов Scholarism в Гонконге, протестовавшей против увеличения влияния континентального Китая на образование в Гонконге, затем влившейся в «Демосисто». За участие в демократических протестах Вонга неоднократно арестовывала полиция Гонконга.

## Биография

### Детство, юность и образование
Вырос в протестантской семье домохозяйки и работника сферы IT, имеет младшего брата. В детстве страдал дислексией. Окончил Объединённый христианский колледж, затем поступил в Открытый университет Гонконга. В интервью The Guardian Вонг сообщил, что он — христианин.

### Активизм
Джошуа Вонг призывал людей выйти на «Гражданскую площадь» (англ. Civic Square) перед зданием правительства 26 сентября 2014 года, чем начал «Революцию зонтиков», там же его впервые задержала полиция. Вонг пробыл под арестом 48 часов, а после выхода на свободу обнаружил, что количество протестующих сильно увеличилось. Журнал Тайм опубликовал его фотографию на обложке, назвав Вонга «лицом протеста». Вонг стал всемирно знаменитым, но избегал внимания прессы
19 августа 2015 года Вонгу, Алексу Чоу и Натану Ло было предъявлено официальное обвинение в призывах к организации незаконного собрания и неповиновения полиции во время «Революции зонтиков». Суд оправдал всех троих 7 июня 2016 года. Обвинение подало апелляцию, которая была отклонена 21 сентября 2016 года, оставив в силе лишь нестрогие наказания в виде принуждения к общественно-полезным работам и условные сроки для Вонга, Ло и Чоу.
В 2016 году двадцатилетний Вонг возглавил партию Demosisto. В том же году он совершил поездку в США и выступил перед комиссией Конгресса США, изучающей нарушения прав человека в Китае.
Когда Избирательный комитет Гонконга избрал 26 марта 2017 года новой главой администрации Гонконга Кэрри Лам, сменившую на этом посту Лян Чжэнъиня, Джошуа Вонг назвал это избрание «назначением, а не выборами».

### Заключение в 2017
19 августа 2017 года Вонг, Ло и Чоу были признаны Гонконгским апелляционным судом виновными и приговорены к срокам от 6 до 8 месяцев заключения в тюрьме, после чего на следующий день в Гонконге прошли массовые протесты. Прокуратура, требовавшая жестокого наказания, добилась своего, и трое активистов были отправлены в тюрьму из зала суда всё по тем же обвинениям относительно событий «Революции зонтиков» трёхлетней давности, когда Вонг перелез через ограждение на Гражданскую площадь. Тюремное наказание наложило на всех троих также запрет на занятие общественных постов в течение пяти лет. За день до суда Вонг сообщил журналистам, что не отчаивается.
17 августа Вонг поместил в своём твиттере сообщение, в котором выражал уверенность в том, что сердца и умы граждан Гонконга невозможно завоевать замалчиванием и тюремными наказаниями.
13 сентября 2017 года новостной портал Hong Kong Free Press опубликовал сообщение о том, что Вонг (как ранее Чоу и Ло) подал в Верховный Суд апелляцию, оспаривая вынесенный ему приговор как существенное нарушение правосудия. Представитель Департамента правосудия подтвердил принятие апелляции Вонга.

### Заключение в 2020 году
В декабре 2020 года Джошуа Вонг был приговорён к 13 месяцев тюрьмы за организацию незаконной демонстрации возле здания управления полиции в июне 2019 года. Он также был обвинен по закону о защите национальной безопасности, вступившему в силу в Гонконге в июне 2020 года. По этому делу в ноябре 2024 года его приговорили к 4 годам и 8 месяцам заключения.